# 90ª Divisione corazzata delle guardie "Vitebsk-Novgorod"
La 90ª Divisione corazzata delle guardie "Vitebsk-Novgorod" (in russo 90-я гвардейская танковая Витебско-Новгородская дивизия?, 90-ja gvardejskaja tankovaja Vitebsko-Novgorodskaja divizija, unità militare 86274) è un'unità delle Forze terrestri russe, direttamente subordinata al Distretto militare centrale e con base a Čebarkul'.

## Storia

### Unione Sovietica
La divisione venne creata l'8 settembre 1941 presso Moršansk, in seguito allo scoppio dell'Operazione Barbarossa, come 325ª Divisione fucilieri dell'Armata Rossa. Formata principalmente da riservisti anziani o giovani senza adeguato addestramento, come molte delle divisioni della serie 320-330 venne precipitosamente lanciata in combattimento nella battaglia di Mosca a difesa della capitale sovietica nei ranghi della 10ª Armata, prendendo parte anche alla successiva controffensiva invernale e alla battaglia di Ržev. Nel febbraio 1942 passò alle dipendenze della 50ª Armata, e trascorse un anno di relativa calma in questo settore del fronte orientale.
Nel febbraio 1943, in seguito alla resa della 6. Armee al termine della battaglia di Stalingrado, la divisione venne trasferita alla 21ª Armata del Fronte Centrale del colonnello generale Rokossovskij. Secondo i piani dello Stavka a metà marzo l'armata avrebbe dovuto attaccare per eliminare il saliente tedesco di Orël e liberare Brjansk, avanzando nelle retrovie del Gruppo d'armate Centro. Nonostante le unità fallirono di raggiungere questi ambiziosi obiettivi, ottennero comunque degli importanti successi tattici, e perciò la 21ª Armata venne promossa a 6ª Armata delle guardie, mentre la 325ª Divisione diventò la 90ª Divisione fucilieri delle guardie il 18 aprile 1943.
Inquadrata nel Fronte di Voronež alla vigilia della battaglia di Kursk, la divisione venne schierata come parte del secondo scaglione nel fianco sud del saliente, a difesa del probabile attacco tedesco verso Obojan'. Dopo il primo giorno di combattimenti, durante il quale il XXXXVIII. Panzerkorps e parte del II SS-Panzerkorps erano penetrati oltre le truppe del primo scaglione, il comandante del fronte Vatutin ordinò alla 1ª Armata corazzata delle guardie di inviare il 6º Corpo corazzato e il 3º Corpo meccanizzato a supporto della 90ª Divisione, la quale aveva iniziato la battaglia sotto organico. Fino al 9 luglio la divisione, grazie ai rinforzi ricevuti, resistette ai tentativi tedeschi di avanzare lungo la strada per Obojan'. Alla fine dell'11 luglio il XXXXVIII. Panzerkorps, dopo pesanti combattimenti, riuscì a forzare le unità sovietiche fuori dall'ansa del fiume Psel e a circondarle parzialmente. Il giorno seguente alla 6ª Armata delle guardie venne quindi ordinato di condurre un attacco frontale con tutte le sue forze, fra cui la 90ª Divisione, che inflisse pesanti perdite alla 332. Infanterie-Division ma non ottenne ulteriori risultati.
Dopo un periodo di riposo per ricostituirsi, la divisione venne nuovamente impiegata in combattimento durante la quarta battaglia di Char'kov, scontrandosi a metà agosto con la 2. SS-Panzer-Division "Das Reich" e la 3. SS-Panzerdivision "Totenkopf". Alla fine del mese venne trasferita nella riserva del comando supremo. A ottobre venne la 6ª Armata delle guardie fu riassegnata la 2º Fronte baltico, e la divisione venne quindi schierata presso Nevel'. Qui a partire dal 10 novembre venne mandata all'attacco con lo scopo di tagliare il saliente tedesco a nord della città, ottenendo però limitatissimi progressi prima che l'operazione venisse cancellata.
In preparazione all'Operazione Bagration la divisione, così come l'intera 6ª Armata delle guardie, venne spostata in segreto a nord del saliente di Vitebsk nel corso di tre notti. Il secondo giorno di offensiva la divisione avanzò di 7 chilometri, raggiungendo la Daugava il 24 giugno. Il 27 giugno l'armata avanzò nuovamente verso ovest, e la divisione occupò la città di Obol. Nei giorni seguenti raggiunse Polock, importante snodo ferroviario, dove combatté fino a sopraffare la disperata resistenza nemica. Per essersi distinta nel corso di queste battaglie, la divisione ricevette il titolo di "Vitebsk" il 10 luglio 1944. Il 23 luglio venne insignita dell'Ordine della Bandiera Rossa per la liberazione di Polock.
In seguito la divisione prese parte all'offensiva del Baltico, conquistando la città di Šarkaŭščyna l'8 luglio. Alla fine del mese entrò in Lituania, dove a settembre partecipò alla presa di Panevėžys e Biržai nei ranghi della 4ª Armata d'urto. Ad ottobre venne riassegnata alla 6ª Armata delle guardie, con la quale partecipò alla battaglia di Šiauliai. Nel febbraio 1945 la divisione, alle dipendenze del 3º Fronte bielorusso, attaccò la Pomerania nell'ambito dell'offensiva della Prussia Orientale. Il 1 marzo venne fusa alla 378ª Divisione fucilieri, ereditando da questa il titolo di "Novgorod" e un secondo Ordine della Bandiera Rossa, ottenuti dall'unità rispettivamente il 21 gennaio 1944 per la liberazione dell'omonima città e il 28 aprile 1943 per essersi distinta durante l'Operazione Stella Polare.
Dopo la fine della seconda guerra mondiale la divisione fu assegnata alle forze di occupazione sovietiche della parte tedesca della Polonia, entrando a far parte del Gruppo di Forze del Nord. Nell'estate del 1946 fu riorganizzata come 26ª Divisione meccanizzata delle guardie presso Borne Sulinowo. Il 26 giugno 1957 venne nuovamente riorganizzata, diventando la 38ª Divisione fucilieri motorizzata delle guardie (unità militare 22033). L'11 gennaio 1965 ottenne per la prima volta l'attuale denominazione di 90ª Divisione corazzata delle guardie, riprendendo la numerazione originale. In questa veste prese parte all'Operazione Danubio, oltrepassando il confine fra Germania Est e Cecoslovacchia il 21 agosto 1968. L'8 febbraio 1985, con uno scambio di numerazioni dettato dal trasferimento di diversi reggimenti fra le unità, la 90ª Divisione corazzata delle guardie divenne la 6ª Divisione fucilieri motorizzata delle guardie (unità militare 08774) e viceversa.

### Federazione Russa
In seguito allo scioglimento dell'Unione Sovietica, nel marzo 1992 la divisione è stata ritirata dalla Polonia e trasferita a Tver', dove è stata riorganizzata nella 166ª Brigata fucilieri motorizzata. Fra gennaio 1995 e giugno 1996 la brigata è stata impiegata nella prima guerra cecena, dove ha registrato perdite pari a 113 morti e 31 dispersi. Nel 1997 l'unità è stata definitivamente sciolta.
Il 1 dicembre 2016 la divisione è stata ricostituita nella sua forma attuale su decreto del Presidente della Federazione Russa datato 13 settembre, nelle regioni di Čeljabinsk e di Sverdlovsk. È stata formata a partire dalla 7ª Brigata corazzata e dalla 32ª Brigata fucilieri motorizzata, diventate rispettivamente il 239º e il 228º Reggimento. Il 30 giugno 2018 un ukaz di Vladimir Putin ha conferito il titolo di "Leopoli" al 6º Reggimento e di "Transilvania" al 400º Reggimento della divisione.

#### Guerra russo-ucraina
A partire dal 24 febbraio 2022 la divisione ha preso parte all'invasione russa dell'Ucraina, invadendo il paese da nord-est e avanzando verso la capitale ucraina nell'ambito dell'offensiva su Kiev. Ha schierato almeno due gruppi tattici di battaglione nel corso della battaglia di Brovary, dove hanno subito gravi perdite di personale ed equipaggiamento. Il 9 marzo è stato ucciso in combattimento il comandante del 6º Reggimento corazzato, colonnello Andrej Zacharov, durante un attacco condotto dalla 72ª Brigata meccanizzata e da elementi del Reggimento Azov a una colonna di carri armati. Dopo essere state costrette sulla difensiva, alla fine di marzo le forze russe hanno iniziato la ritirata dall'Ucraina settentrionale, e la divisione ha ripiegato in Russia. Durante l'occupazione della regione di Kiev diversi militari della divisione hanno "commesso atti di violenza sessuale contro la popolazione civile ucraina", come "stupri di gruppo", "stupro di una donna incinta" e "omicidio di un civile dopo aver violentato ripetutamente la moglie in presenza del loro figlio piccolo", e per questo il 7 marzo 2023 il comandante dell'unità, colonnello Ramil' Ibatullin, è stato sottoposto a sanzioni dall'Unione europea.
Ad aprile la divisione è stata trasferita attraverso Voronež e Belgorod in Ucraina orientale, dove è stata impiegata nei combattimenti in direzione di Izjum. Nonostante le perdite, all'inizio di maggio un BTG è stato mandato all'attacco a nord di Svjatohirs'k, riuscendo a occupare il villaggio di Oleksandrivka. Nei giorni successivi il 228º e il 239º Reggimento hanno preso parte alla battaglia di Lyman, che sarebbe caduta in mano russa il 28 maggio, insieme a forze della 15ª Brigata fucilieri motorizzata delle guardie, della 24ª Brigata specnaz e dei separatisti. Il 15 giugno il 239º Reggimento è stato insignito dell'Ordine di Žukov. Dopo la vittoria della battaglia di Sjevjerodonec'k, a luglio la divisione è stata impiegata in direzione di Slov"jans'k. L'80º Reggimento è stato invece trasferito sul fronte di Sivers'k, dove il 20 luglio è stato ucciso da un colpo di mortaio il capo di stato maggiore e vice comandante, tenente colonnello Viltaij Cikul. La divisione ha in seguito ricevuto alcuni BMPT Terminator e ha combattuto a fianco delle truppe aviotrasportate nell'area di Lysyčans'k, subendo ulteriori perdite. Fra aprile e luglio il 6º Reggimento ha perso in combattimento 3 comandanti di battaglione: il tenente colonnello Artëm Kormilicyn e i maggiori Nikolaj Duba e Dmitrij Vlasov. A settembre diversi BTG della divisione sono stati investiti dalla controffensiva ucraina nella regione di Charkiv, fallendo nel tentativo di fermare la penetrazione a est del fiume Oskol.
Nei mesi successivi la divisione è stata ricostituita grazie alla mobilitazione parziale indetta in Russia, venendo parzialmente equipaggiata con i carri T-90 in sostituzione dei molti T-72 persi in combattimento. All'inizio del 2023 è stata schierata nell'area di Kreminna. In questo settore a febbraio ha fornito supporto a tre reggimenti del VDV per un attacco nella foresta a sud della città, riuscendo a respingere dal villaggio di Dibrove la 95ª Brigata d'assalto aereo ucraina. Il 19 giugno è morto in combattimento il comandante del battaglione fucilieri del 6º Reggimento, tenente colonnello Adu Ščamchalov.
Dopo aver trascorso un periodo nelle retrovie del fronte come riserva strategica, a partire dall'inizio di ottobre alcuni suoi reparti sono stati impegnati in un'importante offensiva volta a circondare la roccaforte di Avdiïvka, dove in pochi giorni ha subito forti perdite pari a 820 fra morti e feriti e oltre 80 veicoli da combattimento. Nei mesi successivi ha continuato a combattere nell'area del villaggio di Stepove, dove a gennaio 2024 il 239º Reggimento ha perso un carro T-90 in uno scontro con i Bradley della 47ª Brigata meccanizzata ucraina. A febbraio la divisione, trasferita al completo, ha preso parte con successo all'offensiva finale russa contro la regione fortificata di Avdiïvka; i reparti della 90ª Divisione hanno attaccato da nord, riuscendo a intercettare la via di comunicazione principale ucraina nella città. L'alto comando ucraino è stato costretto ad ordinare la ritirata per evitare l'accerchiamento e le forze russe hanno occupato Avdiïvka il 17 febbraio. In particolare il 239º Reggimento ha raggiunto il municipio cittadino e l'area industriale settentrionale. In seguito alla caduta della città la divisione han proseguito le operazioni offensive verso ovest, immettendo prematuramente in battaglia le proprie riserve prima di aver superato la nuova linea difensiva ucraina. Il 30 marzo il 6º Reggimento ha attaccato le posizioni della 25ª Brigata aviotrasportata nei pressi del villaggio di Tonenke con l'equivalente di un intero battaglione corazzato supportato da fanteria meccanizzata, perdendo in poche ore 12 carri armati e 8 veicoli da combattimento in quello che sembra essere stato il più grande singolo assalto corazzato dall'inizio della guerra. A causa delle perdite subite durante la battaglia di Avdiïvka la divisione è stata rinforzata con il 428º Reggimento fucilieri motorizzato (unità militare 41867), reclutato con personale mobilitato in Baschiria e nel Tatarstan nell'autunno del 2022 e già attivo nel 2023 sul fronte di Kreminna, dove aveva subito pesanti perdite. Questo reggimento ha supportato quindi gli assalti del 6º Reggimento corazzato e della 1ª Brigata fucilieri motorizzata in direzione di Umans'ke. Il 17 aprile è stato ucciso in combattimento il vice comandante della divisione, tenente colonnello Almazbek Ašimbekov.
A partire dal 20 aprile, con lo sfondamento delle difese ucraine presso il villaggio di Očeretyne, la divisione ha fornito supporto alle numerose brigate di fanteria russe impiegate in combattimento nell'area a nordovest di Avdiïvka. In particolare alcuni reparti sono stati immessi nel saliente per sostenere l'avanzata della 15ª e della 74ª Brigata fucilieri motorizzata a sud dell'insediamento. Il 1 giugno è stato ucciso dall'artiglieria ucraina il vice comandante del 228º Reggimento della divisione, tenente colonnello Dmitrij Mikuškin. Per mantenere la capacità operativa nonostante le perdite subite ha assorbito personale mobilitato proveniente dal 1435º Reggimento fucilieri motorizzato (unità militare 95375), formato presso Novosibirsk. Nel mese di giugno ha continuato a fornire supporto alla 27ª Divisione fucilieri motorizzata impegnata nel tentativo di raggiungere l'autostrada T0504 che collega Pokrovs'k e Časiv Jar. Il 31 luglio è stato ucciso in azione il capo di stato maggiore del battaglione fucilieri del 6º Reggimento corazzato, primo tenente Kanamat Urumov, promosso prima del previsto per ordine del ministro della difesa Andrej Belousov per ricoprire un ruolo che richiederebbe il grado di maggiore. All'inizio di agosto, in seguito alla conquista da parte russa del villaggio di Prohres, la divisione è riuscita ad avanzare verso ovest, respingendo la 68ª Brigata cacciatori da Serhiïvka, e verso nord, scontrandosi con la 47ª e la 151ª Brigata meccanizzata. Nei giorni seguenti ha supportato la 27ª Divisione e la 30ª Brigata fucilieri motorizzata in numerosi assalti, che nonostante le perdite subite hanno portato alla conquista da parte russa di diversi villaggi in direzione di Pokrovs'k. A partire da settembre 2024 la divisione è stata impiegata nel settore di Selydove, dove il 28 del mese è stato ucciso un comandante di battaglione del 239º Reggimento corazzato, maggiore Anton Jachnenko. Successivamente ha preso parte insieme ad altre formazioni russe alla battaglia che ha portato alla conquista della città alla fine di ottobre, impiegando in particolare l'80º Reggimento corazzato. Durante questi combattimenti il 26 ottobre è stato ucciso un vice comandante di battaglione del 428º Reggimento fucilieri motorizzato assegnato alla divisione, maggiore Al'bert Petrov. Durante la primavera del 2025 la divisione ha impiegato i suoi 6 reggimenti al completo all'offensiva a est di Kurachove, con l'obiettivo di raggiungere il confine dell'oblast' di Dnipropetrovs'k. Durante questi combattimenti, il 26 aprile è stato ucciso il vice comandante del 6º Reggimento corazzato, tenente colonnello Roman Ogaj.

## Struttura
- Comando di divisione[66]
- 6º Reggimento corazzato delle guardie "Leopoli" (unità militare 93992)
  - 1º Battaglione corazzato
  - 2º Battaglione corazzato
  - 3º Battaglione corazzato
  - Battaglione fucilieri motorizzato (BMP-1 e BMP-2)
  - Battaglione artiglieria campale (2A65 Msta-B)
  - Battaglione artiglieria missilistica contraerei (9K35 Strela-10 e 2K22 Tunguska)
  - Unità di supporto
- 80º Reggimento corazzato delle guardie (unità militare 87441)
  - 1º Battaglione corazzato
  - 2º Battaglione corazzato
  - 3º Battaglione corazzato
  - Battaglione fucilieri motorizzato (BMP-2)
  - Battaglione artiglieria campale
  - Battaglione artiglieria missilistica contraerei (9K35 Strela-10 e 2K22 Tunguska)
  - Unità di supporto
- 239º Reggimento corazzato delle guardie "Cosacchi di Orenburg" (unità militare 89547)
  - 1º Battaglione corazzato
  - 2º Battaglione corazzato
  - 3º Battaglione corazzato
  - Battaglione fucilieri motorizzato (BMP-1 e BMP-2)
  - Battaglione artiglieria semovente (2S19 Msta-S)
  - Battaglione artiglieria missilistica contraerei (9K35 Strela-10 e 2K22 Tunguska)
  - Unità di supporto
- 228º Reggimento fucilieri motorizzato delle guardie "Leningrado-Pavlovsk" (unità militare 22316)
  - 1º Battaglione fucilieri motorizzato (BTR-82A)
  - 2º Battaglione fucilieri motorizzato (BTR-82A)
  - 3º Battaglione fucilieri motorizzato (BTR-82A)
  - Battaglione corazzato
  - Battaglione artiglieria campale (2A65 Msta-B)
  - Battaglione artiglieria missilistica contraerei (9K35 Strela-10 e 2K22 Tunguska)
  - Unità di supporto
- 400º Reggimento artiglieria semovente delle guardie "Transilvania" (unità militare 15871)
  - 1º Battaglione artiglieria semovente (2S3 Akatsiya)
  - 2º Battaglione artiglieria semovente (2S5 Giatsint-S)
  - Battaglione artiglieria lanciarazzi (BM-21 Grad e BM-27 Uragan)
  - Unità di supporto
- 288º Reggimento missilistico contraereo (Tor-M2) (unità militare 54824)
- 30º Battaglione ricognizione (unità militare 17654)
- 351º Battaglione genio (unità militare 84975)
- 33º Battaglione comunicazioni (unità militare 94015)
- 1122º Battaglione logistico (unità militare 25481)
- 26º Battaglione medico (unità militare 86000)
- Compagnia comando
- Compagnia guerra elettronica
- Compagnia UAV
- Compagnia difesa NBC

## Comandanti

### Unione Sovietica
- Maggior generale Nikolaj Ibjanskij (1941 - 1943)
- Colonnello Viktor Černov (1943)
- Maggior generale Vasilij Vlasov (1943 - 1946)

### Federazione Russa
- Maggior generale Vladimir Bulgakov (1990 - 1992)
- Maggior generale Denis Ljamin (2016 - 2017)
- Maggior generale Vjačeslav Gurov (2017 - 2019)
- Maggior generale Vitalij Gerasimov (2019 - settembre 2020)
- Colonnello Ivan Škanov (settembre 2020 - luglio 2021)
- Colonnello Ramil' Ibatullin (luglio 2021 - giugno 2022)[67]
- Colonnello Viktor Kindeev (giugno 2022 - 2024)
- Colonnello Aleksandr Nilov (2024 - in carica)